# Club Defensores de Pronunciamiento
Club Defensores de Pronunciamiento, também conhecido como Defensores de Pronunciamiento ou simplesmente como DePro, é um clube esportivo argentino da localidade de Pronunciamiento, na província de Entre Ríos. Foi fundado em 18 de setembro de 1972, suas cores são o vermelho e o azul.
Entre as muitas atividades esportivas praticadas no clube, a principal é o futebol, onde atualmente sua equipe masculina participa do Torneo Federal A, a terceira divisão do futebol argentino para as equipes indiretamente afiliadas à Associação do Futebol Argentino (AFA), sendo representante da Liga Departamental de Fútbol de Colón ante o Conselho Federal do Futebol Argentino (CFFA).[carece de fontes?] Além do futebol, são praticadas diversas outras atividades esportivas no clube, como o hóquei, natação e voleibol.
Seu estádio de futebol é o Delio Cardozo, que assim como a sede do clube, fica em Pronunciamiento, e conta com capacidade aproximada para 2.000 torcedores. O nome do estádio é uma referência ao maior artilheiro do clube, o jogador Delio Esteban Cardozo.